# Öyvind Fahlström

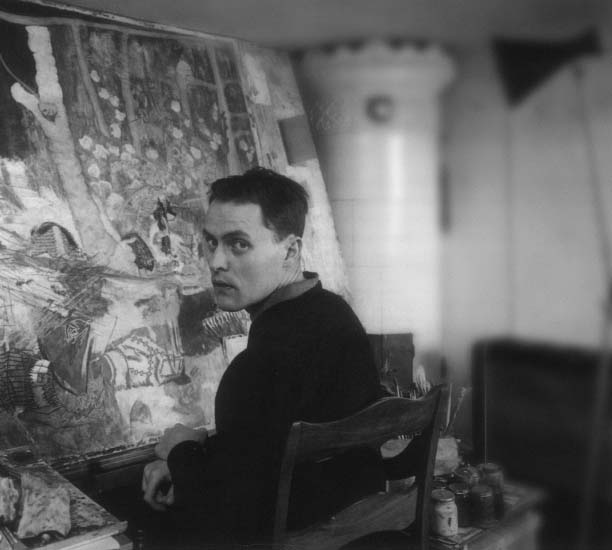
Öyvind Fahlstöm

Öyvind Axel Christian Fahlström (Aussprache [ˌœʝːvind ˈfɑːlstɹœm], * 28. Dezember 1928 in São Paulo; † 9. November 1976 in Stockholm) war ein schwedischer Künstler.

## Leben
Fahlström – einziges Kind von Frithjof und Karin Fahlström – besuchte Verwandte in Stockholm, als der Zweite Weltkrieg 1939 begann. So blieb er und studierte zwischen 1949 und 1952 Archäologie und Kunstgeschichte. Zwischen 1950 und 1955 arbeitet er als Schriftsteller, Kritiker, Übersetzer und Journalist.
1953 hat er in Florenz seine erste Einzelausstellung, in der seine Filzstiftzeichnung in Raumgröße, Opera (1952), gezeigt wird. Im selben Jahr entsteht ein Manifest der konkreten Poesie: Hätila ragulpr på fåtskliaben: manifest för konkret poesi (1954). Von 1956 bis 1959 wohnt er in Paris. Er beginnt, Zeitungsausschnitte in seine Malereien zu integrieren. Ein Stipendium erlaubt es ihm, 1961 nach New York zu gehen, wo er in das alte Studio von Robert Rauschenberg in der Front Street 128 zieht. Jasper Johns wohnt noch im Haus. Fahlström nimmt 1962 an der Pop Art Ausstellung The New Realists in der Sidney Janis Galerie teil.
In seiner Bildkunst experimentierte er mit beweglichen Teilen, welche auf der gesamten Fläche des Bildes verschoben werden konnten. Seine Collagen und Installationen setzen sich aus verwobenen Bild- und Textelementen von Comics, Bildmaterial der Massenmedien und harten politischen Fakten zusammen.
In seinen letzten zehn Lebensjahren beendete er vier Filme und stellte seine Kunst in Galerien und Museen vor allem in den USA und in Europa aus. Er starb an Krebs.

## Ausstellungen (Auswahl)
- 1966: XXXIII. Biennale di Venezia
- 1968: 4. documenta, Kassel
- 1973: Section of World Map – A Puzzle, Sidney Janis Gallery, New York
- 1974: Einzelausstellung, Galerie Godula Buchholz, München
- 1975: Let's mix all feelings together Gianfranco Baruchello, Erró, Oyvind Fahlström & Klaus Liebig, Städtische Galerie im Lenbachhaus, München, Frankfurter Kunstverein, Frankfurt, Musée d’art moderne de la Ville de Paris, Louisiana Museum, Humlebeak
- 1977: documenta 6
- 1997: documenta X
- 1995: Variable Strukturen in der Gesellschaft für Aktuelle Kunst, Bremen
- 2011: Öyvind Fahlström, Galerie Aurel Scheibler, Berlin[2]
- 2012/13: Simon Evans & Öyvind Fahlström. First we make the rules, then we break the rules, Kunsthalle Düsseldorf